# Опуо језик
Опуо језик је језик из породице нило-сахарских језика, комуска грана. Њиме се служи око 1.000 становика у региону Гамбела у долини реке Дага у Етиопији и неколико стотина у вилајету Горњи Нил у Јужном Судану.